# خانه عروسکی (ترانه)
«خانهٔ عروسکی» (به انگلیسی: Dollhouse) نخستین تک‌آهنگ از خواننده-ترانه‌پرداز آمریکایی ملانی مارتینز می‌باشد.